# Sutil Island
Sutil Island, auch bekannt als Gull Island, ist eine 5,3 Hektar große felsige Insel der kalifornischen Kanalinseln im Channel-Islands-Nationalpark in Kalifornien. Die Insel wurde nach einem Schiff der 1792 Galiano Expedition benannt. Sie liegt ca. 650 m südwestlich der Sant Barbara Island und ist 91 m hoch. Die Insel ist ein wichtiger Lebensraum und Nistplatz für Seevogel wie die Pinselscharbe und den bedrohten Lummenalk. Weiters ist es auch der einzige Brutplatz für die Schwarzwellenläufer an der US-Pazifikküste. Sie ist auch Lebensraum für Xantusia riversiana.